# Wałdowo (gromada w powiecie miasteckim)
Wałdowo – dawna gromada, czyli najmniejsza jednostka podziału terytorialnego Polskiej Rzeczypospolitej Ludowej w latach 1954–1972.
Gromady, z gromadzkimi radami narodowymi (GRN) jako organami władzy najniższego stopnia na wsi, funkcjonowały od reformy reorganizującej administrację wiejską przeprowadzonej jesienią 1954 do momentu ich zniesienia z dniem 1 stycznia 1973, tym samym wypierając organizację gminną w latach 1954–1972.
Gromadę Wałdowo z siedzibą GRN w Wałdowie utworzono – jako jedną z 8759 gromad na obszarze Polski – w powiecie miasteckim w woj. koszalińskim na mocy uchwały nr 43/54 WRN w Koszalinie z dnia 5 października 1954. W skład jednostki weszły obszary dotychczasowych gromad Wałdowo, Kwisno, Dolsko, Piaszczyna, Głodowo i Popowice ze zniesionej gminy Wałdowo w tymże powiecie. Dla gromady ustalono 13 członków gromadzkiej rady narodowej.
1 stycznia 1958 do gromady Wałdowo włączono wsie Turowo i Żabno ze zniesionej gromady Role w tymże powiecie.
31 grudnia 1959 z gromady Wałdowo wyłączono wieś Zadry, włączając ją do gromady Lubkowo w tymże powiecie; do gromady Wałdowo włączono natomiast obszar zniesionej gromady Pietrzykowo (bez wsi Starzno i Trzyniec i bez przysiółków Dźwierzno i Niesiłowo) oraz wsie Role i Ponikielski Las z gromady Łobzowo w tymże powiecie.
31 grudnia 1971 z gromady Wałdowo wyłączono wieś Pietrzykowo, włączając ją do gromady Koczała w tymże powiecie, po czym gromadę Wałdowo zniesiono, a jej (pozostały) obszar włączono do nowo utworzonej gromady Żabno tamże.